# Pendagan
Pendagan is een bestuurslaag in het regentschap Ogan Komering Ulu Selatan van de provincie Zuid-Sumatra, Indonesië. Pendagan telt 1464 inwoners (volkstelling 2010).